# آیت‌ویرده
آیت‌ویرده (به هلندی: Uitwierde) یک روستا در هلند است که در دلف‌زیل واقع شده‌است. آیت‌ویرده ۰٫۲ کیلومتر مربع مساحت و ۷۰ نفر جمعیت دارد.